# FBI: Most Wanted
FBI: Most Wanted es una serie de televisión de drama estadounidense creada por René Balcer. Es una serie derivada de FBI de Dick Wolf, cuya primera temporada presentó los personajes de la serie. La serie se estrenó en CBS el 7 de enero de 2020. En abril de 2024, la serie fue renovada para una sexta temporada que se estrenó el 15 de octubre de 2024. En marzo de 2025, la serie fue cancelada tras seis temporadas.

## Premisa
La serie se centra en el trabajo de la Grupo operativo sobre fugitivos del FBI, que persigue y captura a los delincuentes más conocidos y peligrosos de la lista de los más buscados por el FBI.

## Elenco

### Principal
- Julian McMahon como Jess LaCroix (temporadas 1–3)
- Kellan Lutz como Ken Crosby (temporadas 1–3)
- Roxy Sternberg como Sheryll Barnes
- Keisha Castle-Hughes como Hana Gibson
- Nathaniel Arcand como Clinton Skye (temporadas 1–2)
- YaYa Gosselin como Tali LaCroix (temporadas 2–3; recurrente temporada 1)
- Miguel Gomez como Iván Ortiz (temporadas 2–3)
- Alexa Davalos como Kristin Gaines (temporadas 3–presente)
- Dylan McDermott como Remy Scott (temporadas 3–presente)
- Edwin Hodge como Ray Cannon (temporada 4)

### Recurrente
- Lorne Cardinal como Nelson Skye (temporadas 1–2)
- Irene Bedard como Marilou Skye (temporadas 1–2)
- Amy Carlson como Jackie Ward (temporada 2)
- Terry O'Quinn como Byron LaCroix (temporadas 2–3)
- Jen Landon como Sarah Allen (temporadas 2–3)

### Personajes crossover
- Alana de la Garza como Isabel Castillo

## Episodios
| Temporada | Temporada | Episodios | Episodios | Emisión original         | Emisión original   |
| Temporada | Temporada | Episodios | Episodios | Primera emisión          | Última emisión     |
| --------- | --------- | --------- | --------- | ------------------------ | ------------------ |
|           | Intro     | Intro     | Intro     | 2 de abril de 2019       | 2 de abril de 2019 |
|           | 1         | 14        | 14        | 7 de enero de 2020       | 5 de mayo de 2020  |
|           | 2         | 15        | 15        | 17 de noviembre de 2020  | 25 de mayo de 2021 |
|           | 3         | 22        | 22        | 21 de septiembre de 2021 | 24 de mayo de 2022 |
|           | 4         | 22        | 22        | 20 de septiembre de 2022 | 23 de mayo de 2023 |
|           | 5         | 13        | 13        | 13 de febrero de 2024    | 21 de mayo de 2024 |
|           | 6         | 22        | 22        | 15 de octubre de 2024    | 20 de mayo de 2025 |

## Producción

### Desarrollo
El 29 de enero de 2019, se anunció que CBS había organizado un piloto introductorio con la posibilidad de crearse una serie derivada titulada FBI: Most Wanted con el episodio emitiéndose en los últimos episodios de la primera temporada. La serie se centrará en la división del FBI encargada de rastrear y capturar a los criminales más notorios de la lista de los más buscados por el FBI. Según Dick Wolf, la serie derivada está lista para lanzar una franquicia de series interconectadas similares a las franquicias Chicago y Law & Order de Wolf en NBC. El 9 de mayo de 2019, CBS había ordenado la producción de la serie. Pocos días después, se anunció que la serie se estrenaría en la mitad de temporada a principios de 2020. La serie se estrenó el 7 de enero de 2020. El 6 de mayo de 2020, CBS renovó la serie para una segunda temporada, que se estrenó el 17 de noviembre de 2020. El 28 de agosto de 2020, se anunció que el showrunner René Balcer dejaría la serie y David Hudgins se haría cargo de la segunda temporada.
El 24 de marzo de 2021, CBS renovó la serie para una tercera temporada, que se estrenó el 21 de septiembre de 2021. El 9 de mayo de 2022, CBS renovó la serie para una cuarta y quinta temporada. La cuarta temporada se estrenó el 20 de septiembre de 2022. La quinta temporada se estrenó el 13 de febrero de 2024. El 9 de abril de 2024, CBS renovó la serie para una sexta temporada. La sexta temporada se estrenó el 15 de octubre de 2024. El 4 de marzo de 2025, CBS canceló la serie tras seis temporadas.

### Casting
Los actores que aparecieron en el piloto introductorio fueron: Julian McMahon, Alana de la Garza, Kellan Lutz, Roxy Sternberg, y Nathaniel Arcand, así como Keisha Castle-Hughes.

## Lanzamiento

### Marketing
El 15 de mayo de 2019, CBS lanzó el primer tráiler oficial de la serie. En Latinoamérica la serie se estrenó el 5 de marzo de 2020 en Universal

## Recepción

### Audiencias
| Temporada | Horario (ET)       | Episodios | Primera emisión          | Primera emisión      | Última emisión     | Última emisión       | Ranking | Promedio de espectadores (millones) |
| Temporada | Horario (ET)       | Episodios | Fecha                    | Audiencia (millones) | Fecha              | Audiencia (millones) | Ranking | Promedio de espectadores (millones) |
| --------- | ------------------ | --------- | ------------------------ | -------------------- | ------------------ | -------------------- | ------- | ----------------------------------- |
| 1         | martes 10:00 p. m. | 14        | 7 de enero de 2020       | 7.19                 | 5 de mayo de 2020  | 6.62                 | 17      | 10.20                               |
| 2         | martes 10:00 p. m. | 15        | 17 de noviembre de 2020  | 5.38                 | 25 de mayo de 2021 | 5.79                 | 14      | 8.83                                |
| 3         | martes 10:00 p. m. | 22        | 21 de septiembre de 2021 | 7.12                 | 24 de mayo de 2022 | 4.77                 | 12      | 8.75                                |
| 4         | martes 10:00 p. m. | 22        | 20 de septiembre de 2022 | 5.27                 | 23 de mayo de 2023 | 4.83                 | 14      | 8.02                                |
| 5         | martes 10:00 p. m. | 13        | 13 de febrero de 2024    | 5.36                 | 21 de mayo de 2024 | 4.12                 | 17      | 7.28                                |
| 6         | martes 10:00 p. m. | 22        | 15 de octubre de 2024    | 4.21                 | 20 de mayo de 2025 | 4.24                 |         |                                     |